# Karaage

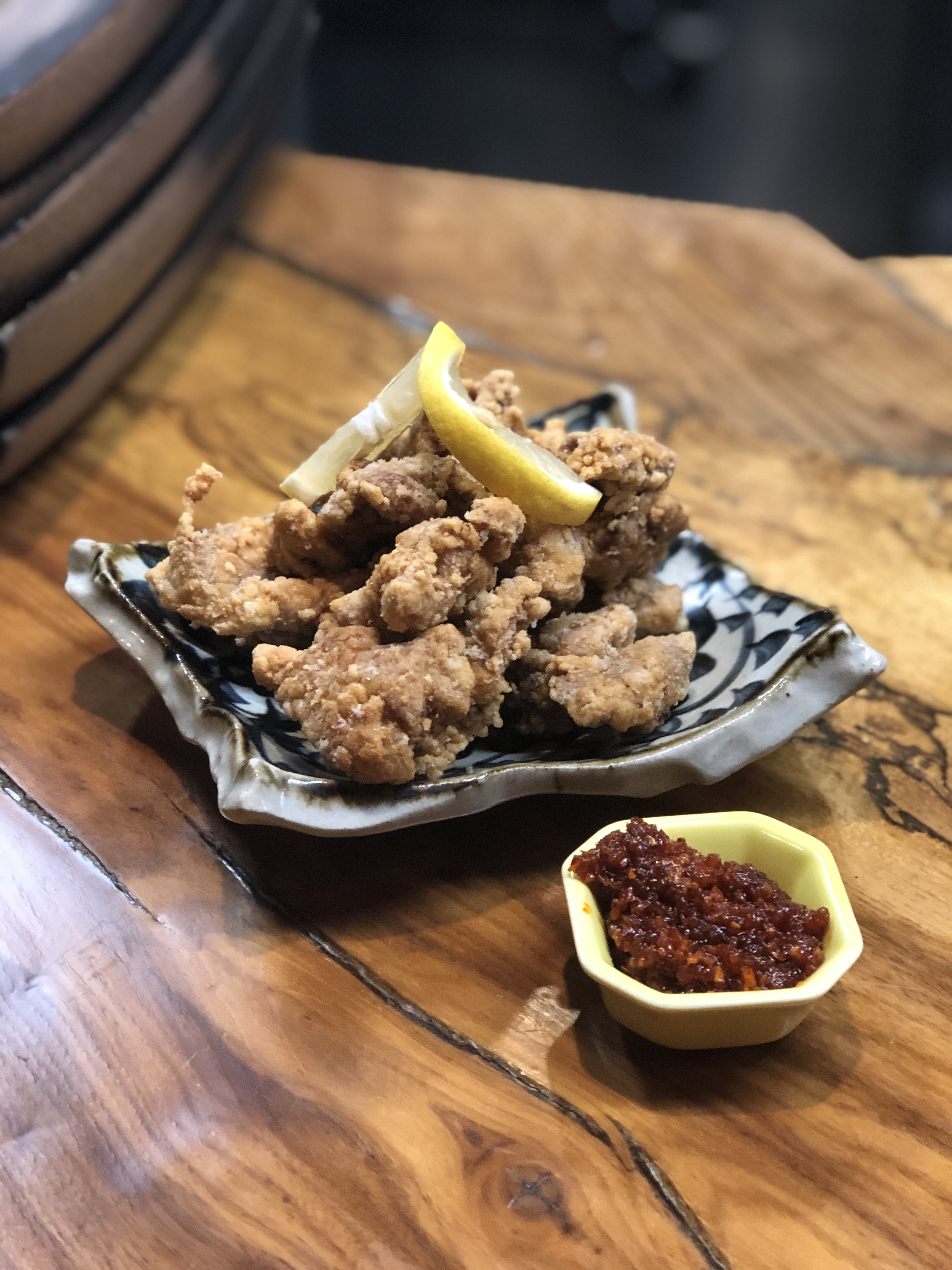
Gà karaage với ớt giòn

Karaage (唐揚げ (Đường Dương)/ からあげ/ カラアゲ hay được dùng rộng rãi hơn là から揚げ) là một kĩ năng nấu ăn Nhật Bản trong nhiều món ăn—thường là gà, những cũng có các loại thịt khác và cá—được chiên ngập dầu. Quy trình này cần phủ nhẹ các miếng nhỏ thịt hay cá với bột mì, hay tinh bột khoai tây hoắc ngô, và chiên trong dầu ít béo. Thực phẩm được ướp trước khi phủ bột. Quy trình này khác quy trình tương tự của tempura, vì nó không được ướp và dùng bột trộn để phủ. Karaage thường được phục vụ không hay với cơm và bắp cải bào sợi. Mới đây, ăn Karaage được bọc lá tía tô và xá lách trở nên nổi tiếng.